# Triangle Staff
Triangle Staff (トライアングルスタッフ?) fue un estudio de animación japonés establecido por miembros de Madhouse, que creó producciones como Serial Experiments Lain y NieA_7. Se fundó en enero de 1987 y se disolvió en diciembre de 2002.

## Obras
- A Chinese Ghost Story : Producción de Animación
- Catnapped! The Movie : Producción de Animación, planificación
- CB Chara Nagai Go World (OVA) : Producción de animación
- Chocchan's Story (película) : Producción de animación
- Colorful (TV) : Producción de animación
- Getter Robo Armageddon (OVA) : Animación final
- Hareluya II Boy (TV) : Producción de animación, producción
- Hyper Doll (OVA) : Producción de animación
- Junkers Come Here (película) : Producción
- Legend of Crystania (OVA) : Producción de animación, producción
- Macross Plus (OVA) : Producción de animación, producción
- Mahō Tsukai Tai! (OVA) : Producción de animación, historia original
- Mahō Tsukai Tai! (TV) : Producción de animación, historia original
- Mighty Space Miners (OVA) : Producción de animación
- NieA 7 (TV) : Producción de animación
- Sakura Wars (TV) : Coordinación de animación
- Serial Experiments Lain (TV) : Producción de animación
- Shamanic Princess (OVA) : Asistencia de producción
- Shinkai Densetsu Meremanoid (TV) : Producción de animación
- Soriton no Akuma (película) : Producción de animación
- Space Pirate Mito (TV) : Producción de animación
- St. Luminous Mission High School (TV) : Producción de animación
- The SoulTaker (TV) : Asistencia de producción